# Лисогор Артем Володимирович
Арте́м Володи́мирович Лисого́р (нар. 25 квітня 1983, м. Дніпропетровськ) — український державний діяч, поліціянт. Голова Луганської ОДА (12 квітня 2023 — 17 квітня 2025).

## Життєпис
Артем Лисогор народився 25 квітня 1983 року у місті Дніпропетровську (нині — Дніпро).
Закінчив Національний університет внутрішніх справ. Працював в Амур-Нижньодніпровському та Бабушкінському районних відділах Дніпропетровського міського управління УМВС, Управлінні громадської безпеки ГУМВС в Дніпропетровській області, у полку особливого призначення «Дніпро-1»; виконувачем обов'язків заступника начальника Головного управління Нацполіції в Житомирській області.
Під час російського вторгнення в Україну був учасником оборони населених пунктів довкола м. Сіверодонецька.
12 квітня 2023 року, згідно з Указом Президента України був призначений головою Луганської обласної державної адміністрації.
17 квітня 2025 року був звільнений з посади голови Луганської ОДА.

## Нагороди
- ордена «За мужність» III ступеня (16 березня 2022) — за особисту мужність і самовіддані дії, виявлені у захисті державного суверенітету та територіальної цілісності України, вірність військовій присязі[6].